# 1981년 전국장애인체육대회
제1회 전국장애인체육대회는 1981년 10월 2일부터 10월 4일까지 3일 간 서울에서 개최되었다. 당시에는 '전국 장애자 체육대회' 또는 '전국 장애자 체전'이라는 명칭을 사용하였다. 이 대회는 UN이 1981년을 세계 장애인의 해로 지정한 것을 기념하여 한국장애자재활협회 (현 한국장애인재활협회) 개최하였다. 10월 2일 오전 10시에 개최된 개회식에서는 이순자 여사가 개회사를 하였다. 서울특별시 종로구 신문로2가 1(현 종로구 새문안로 45, 새문안로 55)에 위치한 현대인력개발원 (현 현대건설기술교육원) 운동장 (전 서울고등학교 부지, 현 경희궁), 여의도 고수부지, YMCA 체육관, 정립회관 (수영) 등이다. 이 대회에서는 육상, 수영, 탁구 등 11개 종목에서 중등부, 고등부, 일반부 등으로 나누어 경기가 펼쳐졌다.

## 장소
- 현대인력개발원 (육상)
- 정립회관 (수영)
- YMCA 체육관 (역도, 유도, 맹인탁구)
- 여의도 순환도로 (마라톤)

## 종목
- 육상: 100m (휠체어), 60m (청각장애), 투포환 (하체 마비 및 절단장애), 멀리뛰기, 높이뛰기
- 휠체어 마라톤 10km
- 역도
- 유도
- 수영
- 탁구

 1개 세부종목 미상